# Aérodrome de Mulu
L'aérodrome de Mulu (code IATA : MZV • code OACI : WBMU) est un aéroport de l'État du Sarawak en Malaisie et une porte d'entrée vers le parc national du Gunung Mulu . Il y a des hébergements de villégiature dans le parc national, mais les villages les plus proches sont Long Terawan, en aval 21,7 km à l'ouest, et Long Atip 26,1 km au sud. Rumah Bawang Grang au Brunei n'est qu'à 23,1 km au nord-nord-ouest, mais il n'y a pas de route reliée à l'aéroport. 

## Situation
| Alor · Setar Ba'kelalan Bario Bintulu Ipoh Johor Bahru Kerteh Kota Bharu Kota · Kinabalu Kuala · Lumpur Kuala Terengganu Kuantan Kuching Kudat Labuan Lahad Datu Langkawi Lawas Limbang Long · Akah Long · Banga Long Lellang Long · Seridan Malacca Marudi Miri Mukah Mulu Pulau · Pangkor Penang Pulau Redang Sandakan Sibu Subang Tanjung · Manis Tawau |

## Compagnies aériennes et destinations
| Compagnies                           | Destinations                           |
| ------------------------------------ | -------------------------------------- |
| Malaysia Airlines opéré par MASwings | Kota Kinabalu, Kuching, (suspendu)Miri |

Édité le 30/07/2020

## Statistiques
Pour des raisons techniques, il est temporairement impossible d'afficher le graphique qui aurait dû être présenté ici.

Voir la requête brute et les sources sur Wikidata.